# De klokker
Tom Poes en de klokker of kortweg De klokker is 56ste verhaal uit de Bommelsaga, geschreven en getekend door Marten Toonder. Het verhaal verscheen voor het eerst op 31 augustus 1953 en liep tot 5 november van dat jaar. Thema is de tijd als vierde dimensie.

## Samenvatting
Heer Bommel vind op de vliering een oude klok, en dan komt er een "klokker" uit de klok, die de tijd regelt en de klok herstelt. Later lukt het heer Bommel om de klokker te vangen, waardoor de tijd voor iedereen stilstaat. Dat vindt Bul Super ook wel interessant! Als gevolg daarvan lopen heer Bommel en Joost later voor en achteruit door de tijd, wat dan weer gevolgen heeft voor anderen. Maar zijzelf dreigen uiteindelijk te verdrinken in de tijd. De klokker besluit net op tijd om weer in de klok te gaan, en zo komt alles weer goed.

## Hoorspel
- De klokker in het Bommelhoorspel